# Rădoiești-Vale
Rădoiești-Vale – wieś w Rumunii, w okręgu Teleorman, w gminie Rădoiești. W 2011 roku liczyła 661 mieszkańców.